# جون نيتلس
جون نيتلس (بالإنجليزية: John Nettles)‏ (و. 1943  م) هو ممثل تلفزي، وممثل، وكاتب، ومؤرخ، وممثل مسرحي، من المملكة المتحدة.

## التعليم
تعلم في جامعة ساوثهامبتون.

## جوائز
حصل على جوائز منها:
- نيشان الامبراطورية البريطانية من رتبة ضابط.

## وصلات خارجية
- جون نيتلس على موقع IMDb (الإنجليزية)
- جون نيتلس على موقع روتن توميتوز (الإنجليزية)
- جون نيتلس على موقع مونزينجر (الألمانية)
- جون نيتلس على موقع ألو سيني (الفرنسية)
- جون نيتلس على موقع تيرنر كلاسيك موفيز (الإنجليزية)
- جون نيتلس على موقع أول موفي (الإنجليزية)
- جون نيتلس على موقع قاعدة بيانات الأفلام السويدية (السويدية)
- جون نيتلس على موقع إن إن دي بي (الإنجليزية)
- جون نيتلس على موقع قاعدة بيانات الفيلم (الإنجليزية)
- جون نيتلس على موقع كينوبويسك (الروسية)